# Eugénie Blanchard
Anne Eugénie Blanchard (São Bartolomeu, 16 de fevereiro de 1896 — São Bartolomeu, 4 de novembro de 2010) foi uma supercentenária francesa.
Eugénie Blanchard mudou-se para a ilha de Curaçao em 1929, aos 33 anos de idade, e regressou à sua terra natal em 1956, onde partilhou uma casa com a irmã durante duas décadas. Já octogenária, foi viver para um lar. As crianças costumavam chamar-lhe "Dushi", que significa doce em papiamento, a língua oficial dos territórios caribenhos de Aruba, Bonaire e Curaçao - uma língua influenciada pela língua portuguesa.
Eugénie Blanchard estava praticamente cega, mas gozou de relativa boa saúde até ao final da vida.
Foi entre 2 de maio de 2010 e a data da sua morte a pessoa mais velha do mundo, após a morte da japonesa Kama Chinen, tendo sido sucedida por Maria Gomes Valentim, do Brasil